# 1918년
1918년은 화요일로 시작하는 평년이다.

## 연호
- 중화민국(中華民國) 민국(民國) 7년
- 일본(日本) 다이쇼(大正) 7년
- 응우옌 왕조(阮朝) 카이딘(啓定) 3년

## 기년
- 응우옌 왕조(阮朝) 계정제(啓定帝) 3년

## 사건
- 1월 - 서재필, 정한경, 민찬호, 안창호, 이승만 등이 미국 워싱턴에서 신한협회를 조직하였다.
- 1월 18일 - 조선총독부가 《조선어사전》을 편찬하였다.
- 1월 22일
  - 러시아가 수도를 모스크바로 이전하다.
  - 러시아령 이르쿠츠크 교포 남만춘 등이 공산당 한국지부를 설립하였다.
- 2월 1일 - 광복회 관련 인사들이 보안법 위반으로 사형을 선고받았다.
- 2월 16일 - 조선과 미국간에 무역제한 조치가 취해졌다.
- 2월 20일 - 서당규칙 공포가 시행되었다.
- 2월 28일 - 경성공립농업학교 설립 인가.
- 3월 26일 - 경성의학전문학교에서 여의사 3인이 처음으로 배출되었다.
- 4월 1일
  - 일본 화폐법이 조선에도 동일하게 시행되었다.
  - 홋카이도 제국대학 설립 ( 설치과 농학 ) 도후부대학교 농과대학에서 독립
- 4월 16일 - 군수공업동원법이 공포되었다.
- 5월 1일 - 조선 임야조사가 시작되었다.
- 5월 7일 - 루마니아 왕국이 동맹국에 항복하여 부쿠레슈티 강화 조약을 승인하다.
- 6월 7일 - 조선식산은행령이 공포되었다.
- 6월 13일 - 경성 전차의 광화문선이 운행 개시되었다.
- 6월 26일 - 이동휘, 김립, 박진순 등이 하바롭스크에서 한인사회당을 조직하였다.
- 7월 1일 - 금강산 장안사에 호텔 영업이 개시되었다.
- 7월 17일 - 유배된 러시아 제국의 전(前) 황제 니콜라이 2세와 그의 가족들 (알렉산드라 표도로브나 황후, 올가 니콜라예브나 여대공, 타티야나 니콜라예브나 여대공, 마리야 니콜라예브나 여대공, 아나스타시야 니콜라예브나 여대공, 알렉세이 니콜라예비치 황태자), 그들의 주치의, 메이드 등 11명이 유배지에서 처형되다.
- 8월 - 여운형, 장덕수, 조동우, 김구 등이 상하이에서 신한청년단을 조직하다.
- 8월 2일 - 일본, 시베리아에 파병 선언.
- 8월 3일 - 일본 도야마현에서 시베리아 파병으로 인한 인플레이션을 이기지 못한 일본인들이 봉기, 폭동은 전국으로 확산되다.
- 8월 8일 - 제1차 세계 대전 : 아미앵 전투 시작.
- 8월 11일 - 제1차 세계 대전 : 아미앵 전투 종료.
- 8월 16일 - 일본, 조선에 대한 곡류수용령 공포.
- 8월 22일 - 미국의 한인 부인단체가 대한여자애국단으로 통합되었다.
- 9월 30일 - 불가리아 왕국, 연합국에 항복.
- 10월 28일 - 체코슬로바키아가 세워짐.
- 10월 30일 - 오스만 제국, 연합국에 항복.
- 10월 31일 - 대구선 대구-영천 구간이 개통되면서 전 구간이 완공되었다.
- 11월 1일 - 예멘 왕국이 오스만 제국으로부터 독립을 선포했다.
- 11월 3일 - 오스트리아-헝가리 제국, 연합국에 항복.
- 11월 5일 - 토지조사사업이 완료되었다.
- 11월 9일 - 빌헬름 2세, 혁명으로 퇴위.
- 11월 10일 - 독일 제국 황제 빌헬름 2세, 네덜란드로 망명. 독일 제2제국 붕괴.
- 11월 11일 - 독일 제국이 항복하여 휴전 조약을 맺다(제1차 세계 대전 종결).
- 11월 12일 - 오스트리아-헝가리 제국이 해체되고 헝가리가 독립함.
- 11월 20일 - 미주 한인 교포단체가 우드로 윌슨 미국 대통령에게 한국 독립 진정서를 제출하였다.
- 11월 30일 - 여운형이 파리평화회의와 윌슨 미국 대통령에게 한국독립청원서를 전달하였다.
- 12월 1일 - 미주 한인이 대표자대회를 소집해 파리평화회의 파견단으로 이승만, 정한경, 민찬호를 선정하였다.
- 12월 5일 - 영친왕 이은과 일본 황족 나시모토노미야 (이방자)와의 혼인이 발표되었다.
- 12월 15일 - 손병희, 권동진, 오세창 등이 모여 독립운동 진행을 논의하고 대중화, 일원화, 비폭력의 3대 원칙을 결정하였다.
- 12월 28일 - 도쿄유학생회가 연합웅변대회를 개최하고 한국독립 문제를 강연하였다.
- 스페인 독감(무오 년 독감).

## 탄생

### 1월
- 1월 2일 - 대한민국의 정치인 민병권. (~1992년)
- 1월 21일 - 미국의 군인 리처드 윈터스. (~2011년)
- 1월 24일 - 미국의 목사 오럴 로버츠. (~2009년)
- 1월 26일 - 루마니아의 정치인 니콜라에 차우셰스쿠. (~1989년)

### 2월
- 2월 3일 - 미국의 육상 선수 헬렌 스티븐스. (~1994년)
- 2월 4일 - 영국, 미국의 배우, 영화감독 이다 루피노. (~1995년)
- 2월 12일 - 미국의 물리학자 줄리언 슈윙거. (~1994년)
- 2월 13일 - 대한민국의 군인 송요찬. (~1980년)
- 2월 17일 - 이집트의 가수, 배우 레일라 무라드. (~1995년)
- 2월 20일 - 대한민국의 축구 선수, 축구 지도자 민병대. (~1983년)
- 2월 22일 - 세계에서 가장 키가 큰 사람 로버트 워들로. (~1940년)
- 2월 26일 - 미국의 작가 시어도어 스터전. (~1985년)

### 3월
- 3월 9일 - 미국의 소설가 미키 스필레인. (~2006년)
- 3월 18일 - 대한민국의 축구 선수 이종갑. (~1993년)
- 3월 29일 - 미국의 기업인 샘 월턴. (~1992년)

### 4월
- 4월 1일 - 대한민국의 비전향 장기수 신린수.
- 4월 7일 - 미국의 야구 선수 보비 도어. (~2017년)
- 4월 8일 - 미국의 제38대 대통령 제럴드 포드의 부인 베티 포드. (~2011년)
- 4월 14일 - 대한민국의 언론인 김상기. (~2011년)
- 4월 15일 - 대한민국의 군인, 정치인 김동하. (~1993년)
- 4월 16일 - 대한민국의 정치인, 제3~5대 국회의원 김동욱. (~1973년)
- 4월 17일 - 미국의 배우 윌리엄 홀든. (~1981년)
- 4월 18일 - 프랑스의 영화평론가 앙드레 바쟁. (~1958년)
- 4월 20일 - 스웨덴의 물리학자 카이 시그반. (~2007년)

### 5월
- 5월 4일 - 일본의 총리 다나카 가쿠에이. (~1993년)
- 5월 5일 - 제2차 세계대전의 유일한 소련군 조선인 참전자 정상진. (~2013년)
- 5월 11일 - 미국의 물리학자 리처드 파인만. (~1988년)
- 5월 18일 - 일본의 야구 선수 후지모토 히데오. (~1997년)
- 5월 24일 - 미국의 정치인, 디트로이트의 첫 흑인 시장 콜먼 영. (~1997년)
- 5월 27일 - 일본의 총리 나카소네 야스히로. (~2019년)

### 6월
- 6월 1일 - 대한민국의 목사, 재야 운동가 문익환. (~1994년)
- 6월 11일 - 잉글랜드의 축구 선수, 축구 감독 조 하비. (~1989년)
- 6월 18일 - 미국의 경제학자 프란코 모디글리아니. (~2003년)
- 6월 23일 - 대한민국의 정치인 김두한. (~1972년)

### 7월
- 7월 3일 - 대한민국의 배우 지계순. (~1990년)
- 7월 4일 - 통가의 국왕 타우파하우 투포우 4세. (~2006년)
- 7월 5일 - 대한민국의 정치인 한광석. (~2017년)
- 7월 12일 - 대한민국의 독립운동가 김상을. (~1991년)
- 7월 14일 - 스웨덴의 영화감독 잉마르 베리만. (~2007년)
- 7월 17일 - 조선민주주의인민공화국의 군인 최광. (~1997년)
- 7월 18일 - 남아프리카공화국의 대통령이자 흑인 해방 운동 지도자 넬슨 만델라. (~2003년)

### 8월
- 8월 9일 - 미국의 영화감독 로버트 올드리치. (~1983년)
- 8월 13일 - 영국의 노벨화학상, 생화학자 프레더릭 생어. (~2013년)
- 8월 15일 - 프랑스의 작곡가 레몽 갈루아몽브룅. (~1994년)
- 8월 25일 - 미국의 지휘자 레너드 번스타인. (~1990년)
- 8월 26일 - 미국의 수학자 캐서린 존슨. (~2020년)
- 8월 27일 - 대한민국의 독립운동가 장준하. (~1975년)
- 8월 30일
  - 대한민국의 군인 심용현. (~1986년)
  - 미국의 야구 선수 테드 윌리엄스. (~2002년)

### 9월
- 9월 6일 - 대한민국의 배우 한은진. (~2003년)
- 9월 13일 - 미국의 음악가, 가수, 싱어송라이터 레이 찰스. (~2015년)
- 9월 18일 - 쇼쇼의 장남, 류큐 왕국 쇼타이왕(尚泰王)의 증손자 쇼 히로시. (~1997년)
- 9월 22일 - 독일의 혁명가 한스 숄. (~1943년)
- 9월 27일 - 영국의 전파천문학자 마틴 라일. (~1984년)
- 9월 29일 - 대한민국의 작곡가 정윤주. (~1997년)

### 10월
- 10월 1일 - 중화인민공화국의 공무원 쑤징허. (~2020년)
- 10월 2일 - 대한민국의 배우 장인한. (~2007년)
- 10월 8일 - 덴마크의 화학자 옌스 크리스티안 스코우. (~2018년)
- 10월 16일 - 프랑스의 철학자 루이 알튀세르. (~1990년)
- 10월 17일 - 미국의 영화 배우, 무용가 리타 헤이워스. (~1987년)
- 10월 18일 - 대한민국의 가수 남인수. (~1962년)
- 10월 19일 - 우크라이나의 음유시인, 극작가 올렉산드르 할리치. (~1977년)
- 10월 24일
  - 대한민국의 정치인 정구중. (~1999년)
  - 영국의 장거리 육상 선수 짐 피터스. (~1999년)
- 10월 29일 - 미국의 배우 다이애나 세라 캐리. (~2020년).
- 10월 30일 - 대한민국의 언어학자 허웅. (~2004년)

### 11월
- 11월 7일 - 미국의 목회자 빌리 그레이엄. (~2018년)
- 11월 9일
  - 태권도의 무술가, 창시자 최홍희. (~2003년)
  - 미국의 정치인 스피로 애그뉴. (~1996년)
- 11월 15일 - 아르헨티나의 축구 선수 아돌포 페데르네라. (~1995년)
- 11월 29일 - 모딜리아니의 딸 잔 모딜리아니. (~1984년)

### 12월
- 12월 11일 - 러시아의 소설가 알렉산드르 솔제니친. (~2008년)
- 12월 21일 - 유엔 사무총장·오스트리아의 대통령 쿠르트 발트하임. (~2007년)
- 12월 23일 - 서독의 전 총리 헬무트 슈미트. (~2015년)
- 12월 24일 - 미국의 음악가 데이브 바솔로뮤. (~2019년)
- 12월 25일 - 이집트의 대통령 안와르 사다트. (~1981년)

### 미상
- 북한의 정치인, 군인 강건. (~1950년)
- 일제 강점기와 대한민국 건국 초기의 군인 김종석. (~1949년)
- 일제강점기의 장교 박승환. (~1947년)
- 대한민국의 독립운동가 이병희. (~2012년)

## 사망

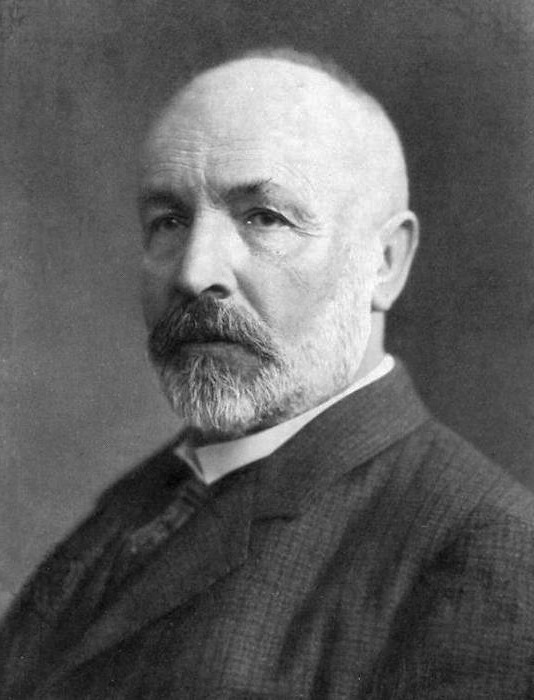
게오르크 칸토어

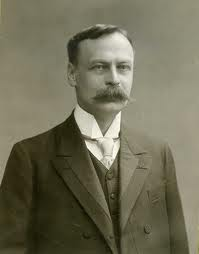
에두아르드 샤반느

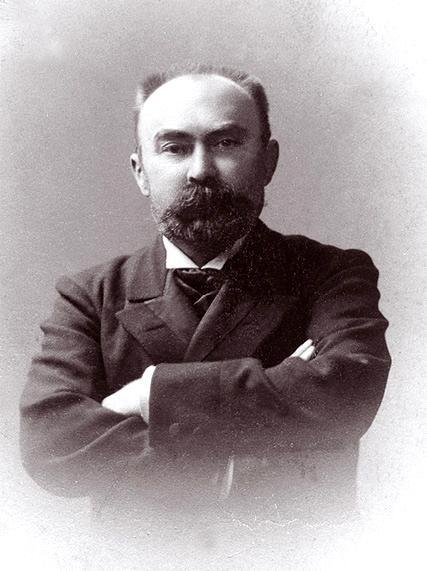
게오르기 플레하노프

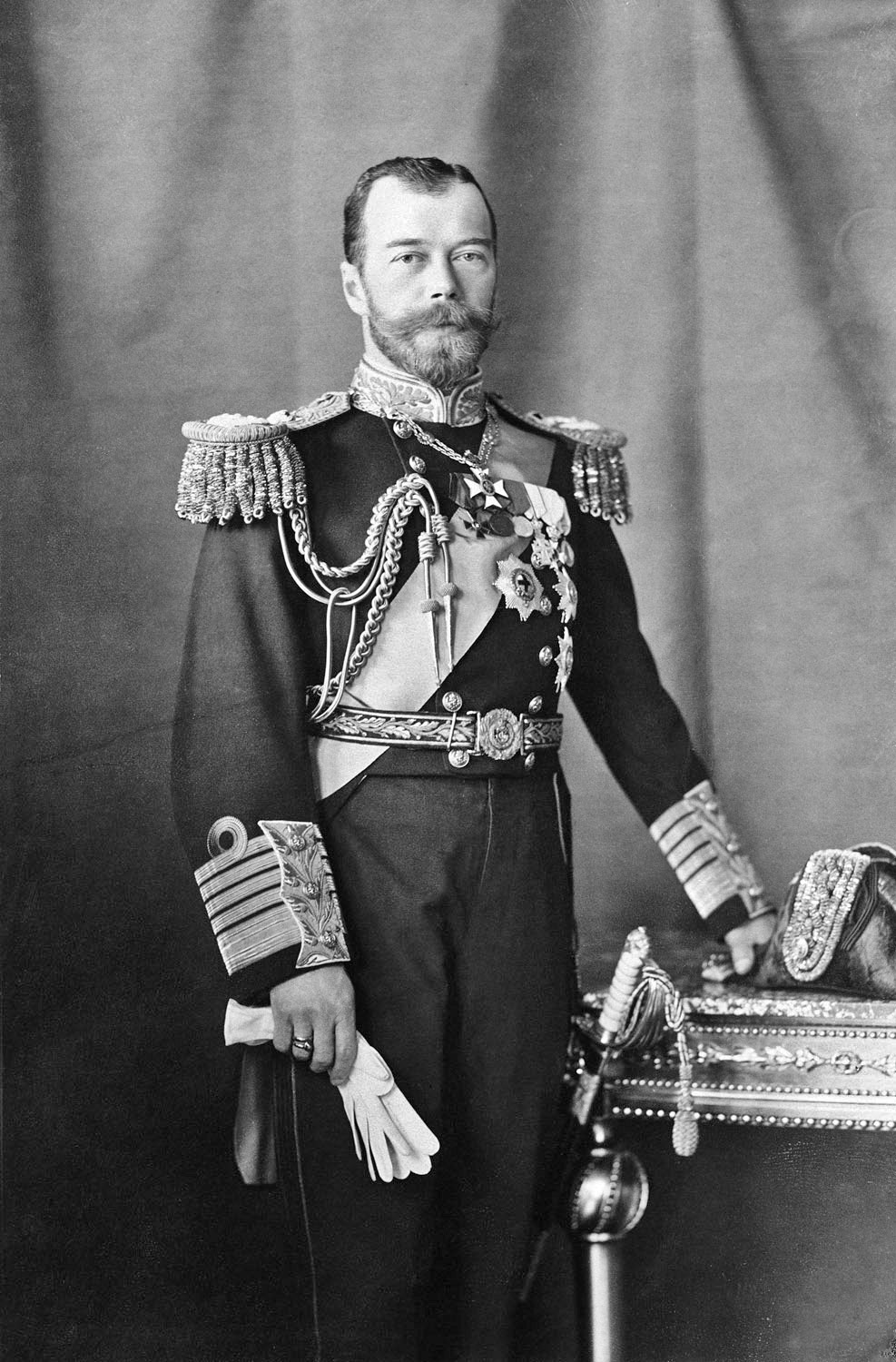
니콜라이 2세

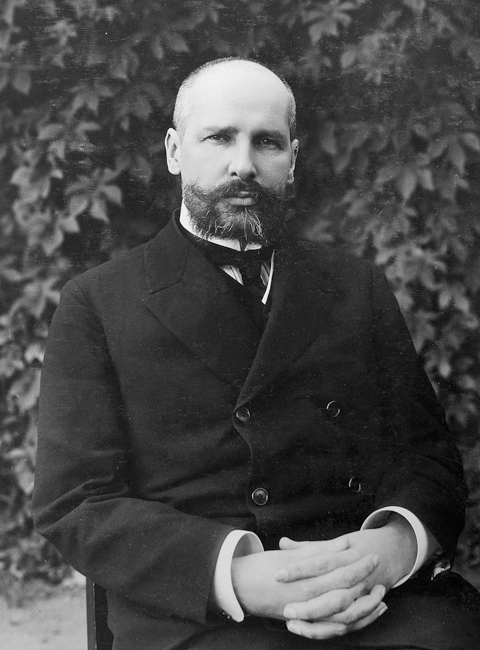
표트르 스톨리핀

- 1월 6일 - 독일의 수학자 게오르크 칸토어. (1845년~)
- 1월 29일 - 프랑스의 중국학자 에두아르 샤반. (1865년~)
- 2월 6일 - 오스트리아의 화가 구스타프 클림트. (1862년~)
- 3월 15일 - 미국의 사업가 제임스 스틸먼. (1850년~)
- 4월 20일 - 독일의 물리학자 카를 페르디난트 브라운. (1850년~)
- 4월 28일 - 페르디난트 대공부부의 암살범이자 제 1차 세계대전의 주범 가브릴로 프린치프. (1894년~)
- 5월 30일 - 러시아의 마르크스주의자, 정치인 게오르기 플레하노프. (1856년~ )
- 6월 4일 - 미국의 정치인 찰스 W. 페어뱅크스. (1852년~)
- 6월 19일 - 제1차 세계 대전 당시 이탈리아의 전투기 조종사 프란세스코 바라카. (1888년~)
- 7월 17일 - 제14대 러시아 제국의 황제 니콜라이 2세. (1896년~)
- 9월 17일 - 일본의 외교관 모토노 이치로. (1862년~)
- 9월 18일 - 러시아의 정치인 표트르 스톨리핀. (1862년~)
- 9월 28일 - 독일의 출신 사회학자 게오르크 지멜. (1858년~)
- 10월 9일 - 독일의 육상 선수 한스 브라운. (1886년~)
- 10월 31일 - 오스트리아의 출신 화가. 에곤 실레. (1890년~)
- 11월 4일 - 영국의 시인 윌프레드 오언. (1893년~)
- 11월 17일 - 미국의 야구 선수 마이크 티어넌. (1867년~)

## 노벨상
- 물리학상 : 막스 플랑크
- 화학상 : 프리츠 하버

## 달력
| 1월 |    |    |    |    |    |    |
| 일  | 월 | 화 | 수 | 목 | 금 | 토 |
|     |    | 1  | 2  | 3  | 4  | 5  |
| 6   | 7  | 8  | 9  | 10 | 11 | 12 |
| 13  | 14 | 15 | 16 | 17 | 18 | 19 |
| 20  | 21 | 22 | 23 | 24 | 25 | 26 |
| 27  | 28 | 29 | 30 | 31 |    |    |

| 2월 |    |    |    |    |    |    |
| 일  | 월 | 화 | 수 | 목 | 금 | 토 |
|     |    |    |    |    | 1  | 2  |
| 3   | 4  | 5  | 6  | 7  | 8  | 9  |
| 10  | 11 | 12 | 13 | 14 | 15 | 16 |
| 17  | 18 | 19 | 20 | 21 | 22 | 23 |
| 24  | 25 | 26 | 27 | 28 |    |    |

| 3월 |    |    |    |    |    |    |
| 일  | 월 | 화 | 수 | 목 | 금 | 토 |
|     |    |    |    |    | 1  | 2  |
| 3   | 4  | 5  | 6  | 7  | 8  | 9  |
| 10  | 11 | 12 | 13 | 14 | 15 | 16 |
| 17  | 18 | 19 | 20 | 21 | 22 | 23 |
| 24  | 25 | 26 | 27 | 28 | 29 | 30 |
| 31  |    |    |    |    |    |    |

| 4월 |    |    |    |    |    |    |
| 일  | 월 | 화 | 수 | 목 | 금 | 토 |
|     | 1  | 2  | 3  | 4  | 5  | 6  |
| 7   | 8  | 9  | 10 | 11 | 12 | 13 |
| 14  | 15 | 16 | 17 | 18 | 19 | 20 |
| 21  | 22 | 23 | 24 | 25 | 26 | 27 |
| 28  | 29 | 30 |    |    |    |    |

| 5월 |    |    |    |    |    |    |
| 일  | 월 | 화 | 수 | 목 | 금 | 토 |
|     |    |    | 1  | 2  | 3  | 4  |
| 5   | 6  | 7  | 8  | 9  | 10 | 11 |
| 12  | 13 | 14 | 15 | 16 | 17 | 18 |
| 19  | 20 | 21 | 22 | 23 | 24 | 25 |
| 26  | 27 | 28 | 29 | 30 | 31 |    |

| 6월 |    |    |    |    |    |    |
| 일  | 월 | 화 | 수 | 목 | 금 | 토 |
|     |    |    |    |    |    | 1  |
| 2   | 3  | 4  | 5  | 6  | 7  | 8  |
| 9   | 10 | 11 | 12 | 13 | 14 | 15 |
| 16  | 17 | 18 | 19 | 20 | 21 | 22 |
| 23  | 24 | 25 | 26 | 27 | 28 | 29 |
| 30  |    |    |    |    |    |    |

| 7월 |    |    |    |    |    |    |
| 일  | 월 | 화 | 수 | 목 | 금 | 토 |
|     | 1  | 2  | 3  | 4  | 5  | 6  |
| 7   | 8  | 9  | 10 | 11 | 12 | 13 |
| 14  | 15 | 16 | 17 | 18 | 19 | 20 |
| 21  | 22 | 23 | 24 | 25 | 26 | 27 |
| 28  | 29 | 30 | 31 |    |    |    |

| 8월 |    |    |    |    |    |    |
| 일  | 월 | 화 | 수 | 목 | 금 | 토 |
|     |    |    |    | 1  | 2  | 3  |
| 4   | 5  | 6  | 7  | 8  | 9  | 10 |
| 11  | 12 | 13 | 14 | 15 | 16 | 17 |
| 18  | 19 | 20 | 21 | 22 | 23 | 24 |
| 25  | 26 | 27 | 28 | 29 | 30 | 31 |

| 9월 |    |    |    |    |    |    |
| 일  | 월 | 화 | 수 | 목 | 금 | 토 |
| 1   | 2  | 3  | 4  | 5  | 6  | 7  |
| 8   | 9  | 10 | 11 | 12 | 13 | 14 |
| 15  | 16 | 17 | 18 | 19 | 20 | 21 |
| 22  | 23 | 24 | 25 | 26 | 27 | 28 |
| 29  | 30 |    |    |    |    |    |

| 10월 |    |    |    |    |    |    |
| 일   | 월 | 화 | 수 | 목 | 금 | 토 |
|      |    | 1  | 2  | 3  | 4  | 5  |
| 6    | 7  | 8  | 9  | 10 | 11 | 12 |
| 13   | 14 | 15 | 16 | 17 | 18 | 19 |
| 20   | 21 | 22 | 23 | 24 | 25 | 26 |
| 27   | 28 | 29 | 30 | 31 |    |    |

| 11월 |    |    |    |    |    |    |
| 일   | 월 | 화 | 수 | 목 | 금 | 토 |
|      |    |    |    |    | 1  | 2  |
| 3    | 4  | 5  | 6  | 7  | 8  | 9  |
| 10   | 11 | 12 | 13 | 14 | 15 | 16 |
| 17   | 18 | 19 | 20 | 21 | 22 | 23 |
| 24   | 25 | 26 | 27 | 28 | 29 | 30 |

| 12월 |    |    |    |    |    |    |
| 일   | 월 | 화 | 수 | 목 | 금 | 토 |
| 1    | 2  | 3  | 4  | 5  | 6  | 7  |
| 8    | 9  | 10 | 11 | 12 | 13 | 14 |
| 15   | 16 | 17 | 18 | 19 | 20 | 21 |
| 22   | 23 | 24 | 25 | 26 | 27 | 28 |
| 29   | 30 | 31 |    |    |    |    |

### 음양력 대조 일람
| 음력월 | 월건 | 대소 | 음력 1일의 양력 월일 | 음력 1일 간지 |
| ------ | ---- | ---- | -------------------- | ------------- |
| 1월    | 갑인 | 대   | 2월 11일             | 기축          |
| 2월    | 을묘 | 소   | 3월 13일             | 기미          |
| 3월    | 병진 | 소   | 4월 11일             | 무자          |
| 4월    | 정사 | 대   | 5월 10일             | 정사          |
| 5월    | 무오 | 소   | 6월 9일              | 정해          |
| 6월    | 기미 | 대   | 7월 8일              | 병진          |
| 7월    | 경신 | 소   | 8월 7일              | 병술          |
| 8월    | 신유 | 대   | 9월 5일              | 을묘          |
| 9월    | 임술 | 대   | 10월 5일             | 을유          |
| 10월   | 계해 | 대   | 11월 4일             | 을묘          |
| 11월   | 갑자 | 소   | 12월 4일             | 을유          |
| 12월   | 을축 | 대   | 1919년 1월 2일       | 갑인          |